# モルディブの文化

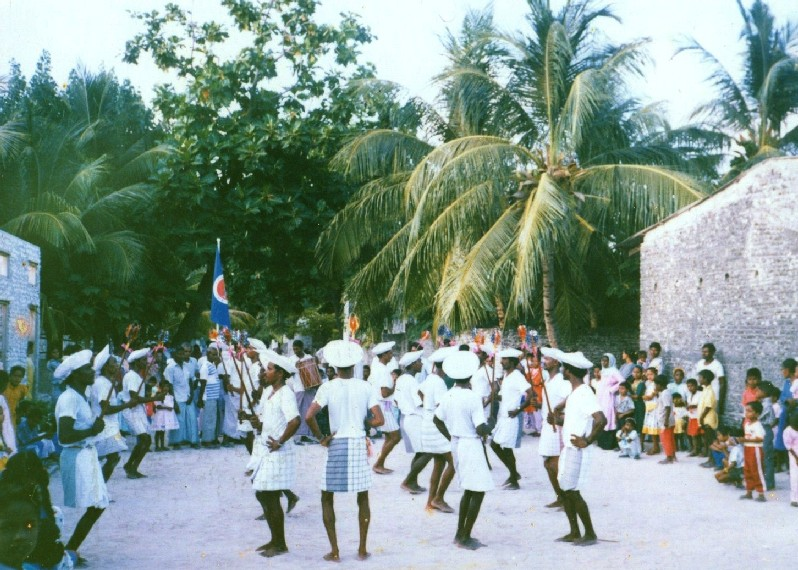
モルディブの祭り

本項目では、モルディブの文化について概説する。

## 概要
モルディブの文化は様々な文化に由来しており、それらの中で最も重要とされるのがスリランカや南インドなど、モルディブと近接している地域の文化である。モルディブ人は人類学的な視点から、主にインド語派であることが判明している。
モルディブの言語は後にインド亜大陸北部に影響を与えたとされるインド・イラン語派のサンスクリット語を起源としている。公用語であるディベヒ語はシンハラ語にきわめて近い。伝承によると、過去に国を治めていた王朝がその起源とされる。
これらの古代の王はインド亜大陸より仏教を伝えたとされるが、定かではない。スリランカにも同種の伝承があるが、古代モルディブの王族と仏教は両方共スリランカからやってきたとは考えにくい。というのも、スリランカの記録では全くモルディブについて全く触れていないからである。仮にスリランカの王国の分派がモルディブも支配下に収めたとするならば、スリランカの古代の記録がモルディブへの言及を欠落させるとは考えにくい。
12世紀以降、モルディブは言語、文化両面でアラビア語の影響を受けた。インド洋の中央にあり、交差路としての位置づけにあったモルディブでは当時イスラム教への大規模な改宗が行われ、1153年以降、イスラム教を国教としている。また、1960年代からは教育に英語が取り入れられており、モルディブ内では英語が広く通用する。
アリフ・アリフ・アトルにあるフェリドゥーやマーロスのような島々や、南マーロスマドゥルにあるゴイドゥーに住む人々の多くはその起源を解放されたアフリカの奴隷に持つものの、島国文化の中で、過去に王族・貴族によりハッジ (マッカへの巡礼) の旅でアラビア半島へと移動させられたアフリカの奴隷を起源とする要素は少ない。

## 音楽・舞踊
文化的に、モルディブの人々は言語を通してディベヒ語と親和性の高い北インドに親しみを感じている。高年齢のモルディブ人の多くがヒンディー映画やヒンディー語の歌を好んで見聞きする。モルディブで人気のある歌の多くはヒンディー語の音調を基にしている。その理由は言語的に近いだけでなく、リズムや音調が似ていることが挙げられる。実際、モルディブ人にとってヒンディー語の歌にディベヒ語の歌詞を当てて歌うことはとてもたやすいことである。
ボリウッドの歌はモルディブの人々の間で最も人気のある歌であり、特にモハンマド・ラフィ、ムケシュ、ラタ・マンゲシュカル、アーシャー・ボーンスルなどが人気を博している。従って、ほとんどの地方のモルディブの踊りや歌は北インドの「カタック」の踊りやヒンディー語の歌をベースにしている、もしくは影響を受けている。
モルディブ人の間で好まれる楽器は「ブルブル」という水平アコーディオンの一種である。この楽器は「マウルード (Maulūd」)、「マーダハ (Maadhaha)」といった祈りの歌の伴奏にも使用される。「ボドゥ・ベル (Bodu Beru)」 (大きな太鼓の意。) を叩くパフォーマンスはアフリカにそのルーツがあると言われている。

## 結婚
モルディブの文化は家母長制の伝統が強く、多くの面で古代ドラヴィダ文化と共通項がある。このモルディブ社会のユニークな特徴は、南アジアもしくはイスラム教の基準の影響なのかは不明であるが、離婚率が非常に高いことである。これはミニコイ島には当てはまらず、離婚率は低い。

## 映画産業
モルディブには独自の映画会社がある。

## メディア

### テレビ局
モルディブにはテレビ局が3局あり、いずれもマレに局舎を置いて放送している。
- Television Maldives （1978年開局 モルディブ最初のテレビ局 国営）
- DhiTV （2008年7月開局　モルディブ初の民間テレビ局 ）
- Villa TV （2008年9月開局　モルディブ2番目の民間テレビ局）

### ラジオ局
- Voice of Maldives （1962年開局　モルディブ最初のラジオ局　国営）
- VFM （Villa TVが運営しているFMラジオ局）